# François Joseph Paul de Grasse
François Joseph Paul de Grasse-Tilly, född den 13 september 1722 i Le Bar-sur-Loup, död den 11 januari 1788 i Paris, var en fransk markis och sjömilitär.

## Biografi
Grasse, som slutade sin militära bana som generallöjtnant i franska flottan, började den i den maltesiska flottan och ingick på 1740-talet i franska marinen. Han blev där 1762 skeppskapten och deltog 1778 i striden vid Ouessant. Året därefter sändes han med en eskader till Västindien samt understödde, om än inte särdeles verksamt, d'Estaing i sjöstriden mot Byron vid Grenada. Större ära vann han 1780 under de Guichen, i dennes träffningar med Rodney den 7 april samt 15 och 19 maj. År 1781 överförde Grasse en stor konvoj av 200 fartyg till Martinique och lyckades få den i hamn efter batalj med brittiska flottan under Hood och Drake. Därefter hjälpte han Bouillé att erövra Tobago och seglade sedan till Chesapeakeviken samt avstängde all undsättning till general Cornwallis, som nödgades kapitulera vid Yorktown. År 1782 lät Grasse av Hood locka sig att lämna sin ankarplats vid Saint Christopher, vilken plats den engelske amiralen genom en mästerlig manöver intog och försvarade. Sedan led han, den 12 april, under Dominica ett svårt nederlag mot Rodney, förlorade 8 skepp och blev själv tillfångatagen. Grasse kände sig smickrad av den uppmärksamhet, som visades honom i London, men förlorade därigenom sina landsmäns aktning. Han frikändes emellertid av krigsrätten från ansvar för nederlaget och sökte själv i en försvarsskrift urskulda sig.